# Salvador García Acuña
Salvador Antonio García Acuña (Jalapa, Nueva Segovia, 13 de marzo de 1982) es un futbolista nicaragüense. Juega de Defensa, y su equipo actual es el Real Estelí FC de la Primera División de Nicaragua.

## Selección nacional
Ha sido internacional con la Selección de fútbol de Nicaragua en once ocasiones.
El 15 de enero de 2014, Enrique Llena lo incluyó en una nómina de 23 jugadores que representaron a Nicaragua en la Copa Centroamericana 2013 en Costa Rica.

### Participaciones en Copa Centroamericana
| Copa Centroamericana      | Sede       | Resultado    |
| ------------------------- | ---------- | ------------ |
| Copa Centroamericana 2013 | Costa Rica | Primera Fase |

### Participaciones en Eliminatorias Mundialistas
| Eliminatoria      | Sede   | Resultado    | Partidos | Goles |
| ----------------- | ------ | ------------ | -------- | ----- |
| Eliminatoria 2014 | Brasil | No clasificó | 4        | 0     |

## Clubes
| Club             | País      | Año         |
| ---------------- | --------- | ----------- |
| Deportivo Jalapa | Nicaragua | 2002 - 2008 |
| Real Estelí      | Nicaragua | 2009 -      |

## Palmarés

### Campeonatos nacionales
| Título                        | Club                    | País      | Año           |
| ----------------------------- | ----------------------- | --------- | ------------- |
| Primera División de Nicaragua | Real Estelí Fútbol Club | Nicaragua | Clausura 2010 |
| Primera División de Nicaragua | Real Estelí Fútbol Club | Nicaragua | Clausura 2011 |
| Primera División de Nicaragua | Real Estelí Fútbol Club | Nicaragua | Apertura 2011 |
| Primera División de Nicaragua | Real Estelí Fútbol Club | Nicaragua | Clausura 2012 |
| Primera División de Nicaragua | Real Estelí Fútbol Club | Nicaragua | Apertura 2012 |
| Primera División de Nicaragua | Real Estelí Fútbol Club | Nicaragua | Clausura 2013 |
| Primera División de Nicaragua | Real Estelí Fútbol Club | Nicaragua | Apertura 2013 |
| Primera División de Nicaragua | Real Estelí Fútbol Club | Nicaragua | Clausura 2014 |